# Toni (football, 1979)
Pour les articles homonymes, voir Toni et Lopes.
António Pedro Brito Lopes, dit Toni ou Toni Lopes, né le 23 juillet 1979 à Setúbal, est un footballeur portugais évoluant au poste de défenseur droit.

## Biographie

### En club
Né à Setúbal, Toni grandit dans le quartier de Bela Vista et commence à jouer au football au Clube Desportivo Pelezinhos, un club local. À l’âge de 15 ans, il rejoint le club voisin du Vitória Setúbal, où il termine sa formation.
Il débute chez les seniors avec le Lusitano Évora en quatrième division portugaise, qu’il aide à terminer quatrième lors de la saison 1998-1999 et deuxième la saison suivante, obtenant ainsi la promotion à l’issue de cette dernière.
En juillet 2000, Toni rejoint la Primeira Liga en signant avec le SC Farense. Il fait ses débuts dans la compétition le 29 octobre de la même année, en entrant en jeu en seconde période et en délivrant une passe décisive sur le second but lors d’une victoire 2-1 à l’extérieur contre le CF Estrela da Amadora.
Ses performances attirent rapidement l’attention du SC Braga et du Séville FC,, et il est également lié à des clubs comme Southampton, le Paris Saint-Germain FC ou encore West Ham United. Il signe finalement avec le SL Benfica, apparemment libre de tout contrat,.
Cependant, il fut rapidement révélé que Toni avait signé un contrat avec une société d’investissement, Premier Holding, détenue par Mike Walsh. Cette dernière conservait son certificat international et refusa de le libérer pour jouer avec le SL Benfica tant qu’elle n’avait pas reçu la somme de 650 000 dollars.
Ce n’est qu’en janvier 2002, après l’intervention de la FIFA, qu’il fut autorisé à jouer, d’abord avec l’équipe réserve, puis avec l’équipe première. Il fit sa seule apparition en Primeira Liga lors de la dernière journée de la saison 2001-2002, au cours de laquelle il fut expulsé dans les dernières minutes d’une défaite 2–3 sur le terrain du CS Marítimo.
En juillet 2002, Toni et Diogo Luís rejoignirent le club de Primeira Liga le SC Beira-Mar, dans le cadre d’un échange qui vit Cristiano Roland faire le chemin inverse vers le SL Benfica.
Il fut titulaire régulier lors de sa première saison en 2002-2003, mais, lors de l’exercice suivant, il perdit sa place au profit de Pedro Ribeiro et fut beaucoup moins utilisé,,.
À l'été 2004, à l'âge de 25 ans, Toni partit à l’étranger, où il allait rester jusqu’à la fin de sa carrière. Sa première destination fut le Servette FC, en Super League suisse, puis il rejoignit le Zamora CF, en Segunda División B espagnole.
À partir de la saison 2007-2008, Toni évolua dans le championnat chypriote, jouant pour plusieurs clubs : Ethnikos Achna, Apollon Limassol, AEK Larnaca et Ermis Aradippou. Avec l'Apollon Limassol, il remporta la Coupe de Chypre en 2013.

### En sélection
Il dispute notamment deux rencontres avec l'équipe du Portugal espoirs et un match avec l'équipe B.

## Vie personnelle
Toni est le père de Rafael Lopes, attaquant portugais.